# Incidente dell'Antonov An-24 di Batagay del 1970
Lo schianto dell'An-24 di Batagay del 1970 fu un incidente aereo avvenuto mercoledì 28 gennaio 1970 nei pressi di Batagaj che coinvolse un Antonov An-24B operato dall'Aeroflot, provocando la morte di 34 persone.

## L'aereo, l'equipaggio, il volo e lo schianto
L'aereo Antonov An-24B con numero di registrazione 47701 (numero di serie del produttore 59900202, costruito nel 1965) stava effettuando un volo da Chersky a Yakutsk. Era pilotato da un equipaggio che includeva il comandante (PIC) AI Tokarev, il copilota VV Kozhushko, il navigatore NA Minin, l'ingegnere di volo AI Zapolskikh e un controllore, il capo navigatore della direzione dell'aviazione civile di Yakut, l'onorato navigatore dell'URSS GO Shirinyan. A bordo della cabina serviva la hostess SM Ignatyeva. Nel segmento da Chokurdakh a Batagay, il volo veniva operato di notte a un'altitudine di 5.700 metri in condizioni meteorologiche buone. Erano stati caricati 28 passeggeri a bordo.
Avvicinandosi all'aeroporto di Batagaj, l'equipaggio contattò il controllore addetto all'avvicinamento e riferì il punto stimato di inizio discesa, al quale l'ufficiale diede il permesso di scendere a un'altitudine di 2.700 metri. Indicò anche la posizione dell'aereo rispetto all'aeroporto: 125 chilometri di distanza a un azimut di 40° (nord-est). I compiti del controllore presso il centro di comando e spedizione (torre) dell'aeroporto furono svolti dal supervisore di volo quando l'An-24 riferì di aver raggiunto un'altitudine di 2.700 metri. Il supervisore di volo chiarì quindi con l'equipaggio la distanza e l'ora di avvicinamento e se potevano vedere la pista. I piloti risposero affermativamente, con l'intenzione di effettuare un avvicinamento su una rotta magnetica di 47° dritta. Dopo aver ricevuto la risposta affermativa sulla vista della pista, il supervisore di volo consentì una discesa a un'altitudine di 600 metri. L'equipaggio confermò la ricezione delle informazioni sulla discesa a 600 metri, dopodiché la comunicazione con l'aereo si interruppe.
A 40 chilometri dall'aeroporto, volando a una velocità di 340-350 km/h a un'altitudine di 1.020 metri (808 metri sopra il livello dell'aeroporto), l'An-24, con una leggera virata a sinistra (2-3°) e un angolo di beccheggio di 7°, si scontrò con una montagna a un'altitudine di 1.081 metri nella zona del fiume Adyča. I piloti videro il pericolo solo all'ultimo momento e tirarono le barre di comando verso di sé, ma a causa del terreno e della continua inerzia della discesa, non poterono evitare la collisione. L'Antonov si schiantò su un pendio con un'inclinazione di 11-12°, venendo completamente distrutto. Tutte le 34 persone a bordo persero la vita.

## Cause
La causa principale risultò una discesa prematura al di sotto della quota minima di sicurezza di notte su un'area montuosa, consentita dal controllore in violazione delle regole GA-66 e del manuale operativo di volo all'aeroporto di Batagaj, oltre alla mancanza di controllo sulla discesa dell'aereo da parte del supervisore di volo. È probabile che l'equipaggio avesse confuso gli insediamenti durante l'orientamento visivo.